# Halogeenbrug
Een halogeenbrug is een intermoleculaire kracht tussen een elektronenrijke regio, bijvoorbeeld een vrij elektronenpaar op zuurstof of stikstof, en een naburig halogeenatoom (jodium, broom of chloor) gebonden aan een sterk elektronegatief atoom of groep.
De energie van een halogeenbrug varieert van 5 kJ mol−1 voor de zwakste interacties, zoals C-Cl∙∙∙Cl-C, tot 180 kJ mol−1 voor de sterke interacties, zoals I−∙∙∙I2 en is dus vergelijkbaar met de alomgekende waterstofbrug. Halogeenbruggen blijken voor te komen in tal van processen, zoals de binding van het schildklierhormoon thyroxine aan zijn transporteiwitten. Mogelijke toepassingen zijn te vinden in het domein van vloeibaar kristallen, supergeleiding, moleculaire herkenning, ...

## Referentie
- Pierangelo Metrangolo, Hannes Neukirch, Tullio Pilati and Giuseppe Resnati (2005). Halogen bonding based recognition processes: A world parallel to hydrogen bonding. Acc. Chem. Res. 38 (5): 386-395.